# Angry Birds Space
Angry Birds Space este un joc de puzzle bazat pe fizică și al cincilea joc din seria de jocuri video Angry Birds. Acesta este dezvoltat și publicat de Rovio Entertainment. Angry Birds Space a fost lansat pe 22 martie 2012. Jocul a fost prezentat în videoclipuri NASA și jocul are nave spațiale NASA care atunci când sunt găsite deblochează niveluri unice.

## Gameplay
Spre deosebire de jocurile Angry Birds anterioare, scena nu mai este plată, dar cuprinde în schimb mai multe planete diferite și fiecare are propriul câmp gravitațional care afectează traiectoria păsărilor după lansare. Există un sistem în scopul de a face mai ușoară urmărirea păsărilor. Unii porci sunt în bule de spațiu, și atunci când păsările le sparg, ei vor îngheța și se sparg dacă nu aterizează într-un câmp gravitațional. Ca în Angry Birds Rio, Angry Birds Space  dispune de luptele cu un șef.

## Lansare
În februarie 2012, Rovio a anunțat un nou joc din seria Angry Birds care urma să fie numit Angry Birds Space. Angry Birds Space s-a lansat la 22 martie 2012 și dispune de elemente din precedentele jocuri Angry Birds, precum și noi mecanici de joc. Jocul conține inițial 60 de niveluri cu niveluri suplimentare disponibile în actualizări gratuite sau cu achiziții în aplicație. Pentru lansarea jocului, Rovio în parteneriat cu operatorul de transport fără fir T-Mobile au ridicat o invenție înaltă de 300 de metri, cu o pasăre roșie în ea de 35 de metri înălțime care se odihnește, la Seattle Space Needle pentru a face să arate ca o praștie.

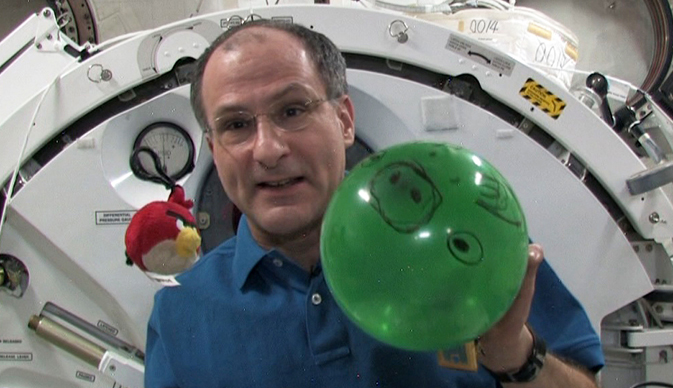
Donald Pettit demonstrează microgravitație folosind personaje de la Angry Birds.

La 8 martie 2012, noua imagine de la Angry Birds Space, prezentată de către NASA și cu astronautul Donald Pettit la bordul Stației Spațiale Internaționale, a fost lansată. Videoclipul arată că etapa jocului nu mai este plată, dar cuprinde în schimb mai mulți planetoizi diferiți, fiecare are propriul câmp gravitațional care afectează traiectoria păsărilor de la lansare. NASA afirmă că o astfel de colaborare cu Rovio Mobile pot împărtăși emoții de spațiu cu comunitatea Angry Birds, educarea utilizatorilor cu privire la programele NASA și de a crea experiențe educaționale interactive pentru public.
Rovio, de asemenea, a parteneriat cu Samsung cu Samsung Galaxy Note pentru lansarea jocului. Lansarea a inclus niveluri gratis din Danger Zone și un nivel exclusiv pentru Galaxy Note până pe 21 iunie 2012 pentru utilizatorii de Samsung Galaxy numai când l-au descărcat de pe Magazinul Google Play sau Samsung Apps (acum numit Galaxy Apps).
Jocul are variații ale caracterelor păsărilor existente și un nou caracter care fiecare poartă propriile abilități unice. Pe data de 1 iunie 2012, Angry Birds Space a fost descărcat de un total de 100 de milioane de ori de la lansarea pe iOS, Android, PC și Mac.
În aprilie 2012, prima actualizare pentru Angry Birds Space a fost lansat și conținea "Fry Me to the Moon", un nou episod cu 10 niveluri noi. În mai 2012, o actualizare ulterioară a fost lansat cu primele 10 niveluri cu următorul episod "Utopia". În iunie 2012, o actualizare pentru versiunea Android a inclus "Danger Zone", o achiziție in-app cu 30 de niveluri provocatoare, care au fost anterior disponibile pentru iOS și Space Eagle. În iulie 2012, Rovio a lansat o actualizare pentru a debloca și celelalte niveluri din "Utopia", precum și 10 niveluri noi bonus. La 23 august 2012, o actualizare care conține primele 20 de niveluri din următorul episod intitulat "Red Planet" a fost lansat, în colaborare cu aterizarea Curiosity Rover în care porcii spațiali deturnează în scopuri proprii. La 1 noiembrie, Angry Birds Space a fost actualizat pentru a finaliza "Red Planet" și a adăugat un nivel bonus Space Eagle pentru fiecare episod. Acestea pot fi deblocate prin obținerea de 100% la fiecare nivel, folosind Space Eagle. La 10 ianuarie 2013, o actualizare a adăugat "Pig Dipper" care prezenta fizica de apă și include o luptă cu un șef împotriva submarinul regelui porc. Actualizarea introduce, de asemenea, noi puteri: Flock of Birds, care lansează patru versiuni mici ale păsărilor cu o putere activă, Pig Puffer, care umflă anumiți porci în nivel, și Space Egg, care este un ou care distruge tot ce aterizează pe el. La 7 martie 2013, trupa legendară de rock Slash a făcut propria sa muzică pentru tema Angry Birds Space. La 13 septembrie 2013 Rovio a lansat "Cosmic Crystals", care adaugă cristale și planete de cristal sparte. La 5 iunie 2014, Rovio a adăugat "Beak Impact", care adaugă 40 de niveluri și 10 niveluri bonus. La 21 ianuarie 2015, Rovio a lansat "Mirror Worlds" și "Brass Hogs", care adaugă niveluri reflectate de orice nivel (cu excepția la Eggsteroids, Danger Zone și Solar System) și 30 de nivele de planete de alamă. Această actualizare a introdus, de asemenea, o nouă putere, Wingman de la Angry Birds Friends cu o capacitate de tragere și episodul Froot Loops Bloopers care are 5 niveluri tematice și Toucan Sam în loc de Mighty Eagle pentru publicitate la Kellogg. Se adaugă, de asemenea, 5 niveluri pentru încercarea puterilor și misiuni zilnice, 3 pe zi, pentru deblocarea nivelurilor din Brass Hogs. În iulie 2015, "Solar System" a fost lansat în cinstea misiunii Noii Orizonturi pe Pluto.
Mattel a creat jocuri de societate bazate pe joc. Acestea sunt numite Angry Birds In Space și Angry Birds Space: Planet Block Version. Angry Birds Space: Planet Block Version prezintă porci cu căști prin satelit.

## Episoade
| #  | Pachet de niveluri   | Niveluri                           | Data lansării      | Caracteristici speciale                                                                                                |
| -- | -------------------- | ---------------------------------- | ------------------ | --- |
| 1  | Pig Bang             | 30                                 | 22 martie 2012     | Asteroizi, Tancul de Spațiu al regelui porc                                                                            |
| 2  | Cold Cuts            | 30                                 | 22 martie 2012     | Pasărea de gheață, Asteroizi congelați, Nava Spațială al regelui porc                                                  |
| 3  | Fry Me to the Moon   | 10                                 | 25 aprilie 2012    | Mișcarea obiectelor, Space Needle                                                                                      |
| 4  | Utopia               | 30                                 | 31 mai 2012        | Popcorn, Porcul gras                                                                                                   |
| 5  | Red Planet           | 30                                 | 23 august 2012     | Asteroizi vulcanici, Aburi vulcanici, Mars Rovers, Curiosity Rover                                                     |
| 6  | Pig Dipper           | 30                                 | 10 ianuarie 2013   | Fizica fluidelor, Corali, Submarinul regelui porc                                                                      |
| 7  | Cosmic Crystals      | 30                                 | 13 septembrie 2013 | Planete sparte, Alien Pig                                                                                              |
| 8  | Beak Impact 1&2*     | 40 (20 de nivele în fiecare parte) | 5 iunie 2014       | Asteroizi radioactivi, Celule de energie explozive                                                                     |
| 9  | Brass Hogs           | 30                                 | 21 ianuarie 2015   | Planete de alamă, puterea Wingman, misiuni zilnice pentru a debloca nivelele episodului                                |
| 10 | Solar System         | 15                                 | 2 iulie 2015       | S.P.A.R.K. - o bombă inteligentă care oferă fapte despre sistemul solar și nivele cu obiecte tematice sistemului solar |
| F  | Froot Loops Bloopers | 5*                                 | 21 ianuarie 2015   | Niveluri tematice Froot Loops, Mighty Toucan Sam                                                                       |
| M  | Mirror Worlds        | 260*                               | 21 ianuarie 2015   | Niveluri în oglindă, Cumpărarea Nivelelor, Porcul Hektor Porko                                                         |
| T  | Try it!              | 5                                  | 21 ianuarie 2015   | Un nivel pentru fiecare putere pentru a încerca pe gratis                                                              |
| D  | Danger Zone          | 30                                 | 22 martie 2012     | Cumpărarea pachetului de niveluri, Cea mai grea dificultate                                                            |
| E  | Eggsteroids          | 18                                 | 22 martie 2012     | Deblocarea nivelelor speciale prin lovirea ouălor sau mașini NASA ascunse prin diferite niveluri                       |

- Câștigând 3 stele la nivelurile din Beak Impact 1 sau cu o achiziție pe bani reali, nivelurile din Beak Impact 2 devin disponibile.
- Episodul Froot Loops Bloopers este disponibil numai în dispozitive din SUA și Marea Britanie.
- Pentru a debloca niveluri în oglindă, trebuie să câștigi 3 stele la orice nivel sau puteți face pur și simplu o achiziție pe bani reali pentru a debloca toate nivelurile în oglindă.

## Recepție
Jocul a fost descărcat de 50 de milioane de ori în 35 de zile.